# 11772 Jacoblemaire
11772 Jacoblemaire (4210 T-2) là một tiểu hành tinh vành đai chính.